# Alina Komashchuk
Alina Ivanivna Komashchuk (en ucraniano: Аліна Іванівна Комащук; Netishyn, 24 de abril de 1993) es una deportista ucraniana que compite en esgrima, especialista en la modalidad de sable.
Participó en dos Juegos Olímpicos de Verano, obteniendo dos medallas en la prueba por equipos, plata en Tokio 2020 (junto con Olha Jarlan, Olena Kravatska y Olena Voronina) y oro en París 2024 (con Yuliya Bakastova, Olha Jarlan y Olena Kravatska). En los Juegos Europeos de Bakú 2015 obtuvo una medalla de oro en la prueba por equipos.
Ganó cuatro medallas en el Campeonato Mundial de Esgrima entre los años 2013 y 2025, y seis medallas en el Campeonato Europeo de Esgrima entre los años 2013 y 2025.

## Palmarés internacional
| Juegos Olímpicos   | Juegos Olímpicos        | Juegos Olímpicos  | Juegos Olímpicos  |
| Año                | Lugar                   | Medalla           | Prueba            |
| ------------------ | ----------------------- | ----------------- | ----------------- |
| 2016               | Río de Janeiro (Brasil) | Medalla de plata  | Sable por equipos |
| 2024               | París (Francia)         | Medalla de oro    | Sable por equipos |
| Campeonato Mundial |                         |                   |                   |
| Año                | Lugar                   | Medalla           | Prueba            |
| 2013               | Budapest (Hungría)      | Medalla de oro    | Sable por equipos |
| 2014               | Kazán (Rusia)           | Medalla de bronce | Sable por equipos |
| 2015               | Moscú (Rusia)           | Medalla de plata  | Sable por equipos |
| 2025               | Tiflis (Georgia)        | Medalla de bronce | Sable individual  |
| Juegos Europeos    |                         |                   |                   |
| Año                | Lugar                   | Medalla           | Prueba            |
| 2015               | Bakú (Azerbaiyán)       | Medalla de oro    | Sable por equipos |
| Campeonato Europeo |                         |                   |                   |
| Año                | Lugar                   | Medalla           | Prueba            |
| 2013               | Zagreb (Croacia)        | Medalla de plata  | Sable por equipos |
| 2015               | Montreux (Suiza)        | Medalla de bronce | Sable por equipos |
| 2016               | Toruń (Polonia)         | Medalla de bronce | Sable por equipos |
| 2018               | Novi Sad (Serbia)       | Medalla de plata  | Sable por equipos |
| 2024               | Basilea (Suiza)         | Medalla de plata  | Sable por equipos |
| 2025               | Génova (Italia)         | Medalla de plata  | Sable individual  |